# Цанн-кай-си, Фёдор Васильевич
Фёдор Васи́льевич Цанн-кай-си (10 декабря 1929, Ленинград — 10 октября 2017, Москва) — российский философ

, профессор Владимирского государственного университета, доктор философских наук, народный депутат России (1990—1993).

## Биография
Окончил Костромской педагогический институт.
С 1953 по 1956 год обучался в аспирантуре на кафедре истории зарубежной философии философского факультета МГУ. Кандидатскую диссертацию по теме «Мировоззрение немецкого революционного демократа Г. Бюхнера» защитил в 1963 году в институте философии АН СССР. С 1964 года Фёдор Васильевич работал на кафедре философии Владимирского государственного педагогического университета, затем — Владимирского госуниверситета. В 1973 году вышла его первая монография «Проблема человека в работах Маркса 40-х годов XIX века», а в 1975 году защитил докторскую диссертацию в Ленинградском государственном университете на тему «Проблема человека в работах К. Маркса 40-х годов XIX века».
Народный депутат Российской Федерации в 1990—1993. Избран от территориального округа №299 (Владимирская область). Был членом Конституционной комиссии Съезда народных депутатов Российской Федерации, совместно с коллегами занимался разработкой раздела проекта Конституции, посвященного основам развития гражданского общества. Входил в состав фракции «Свободная Россия», группы «Сотрудничество» и «Коалиции реформ».
В 1965—1989 — заведующий кафедрой философии Владимирского государственного педагогического института.
Фёдор Васильевич Цанн-кай-си был убеждённым сторонником идей социал-демократии, этического социализма, принципов раннего Маркса (заложены в Ökonomisch-philosophische Manuskripte aus dem Jahre 1844).
Почти всю свою жизнь вёл активную научно-педагогическую деятельность. Сфера научных интересов Ф. В. Цанн-кай-си — проблемы светского гуманизма, гуманизм истории, антропологическое измерение техногенной цивилизации.
C 2013 был членом Исполкома Российского гуманистического общества.
Ф. В. Цанн-кай-си скончался 10 октября 2017 года, в возрасте 87 лет после продолжительной болезни.

## Государственные награды
- Медаль «Ветеран труда»
- Медаль «В ознаменование 100-летия со дня рождения Владимира Ильича Ленина»
- Отличник просвещения РСФСР
- Отличник просвещения СССР
- За успехи высшей школе